# Medlineplus
Medlineplus, av webbplatsen skrivet MedlinePlus, är en webbplats innehållande hälsoinformation från United States National Library of Medicine.